# John Starks
John Levell Starks (ur. 10 sierpnia 1965 roku w Tulsie w stanie Oklahoma) – amerykański zawodowy koszykarz, występujący w National Basketball Association na przełomie lat 80. i 90. XX wieku oraz w pierwszych latach XXI wieku.
Po ukończeniu ostatniego roku studiów na uniwersytecie stanowym Oklahomy, wziął udział w drafcie NBA 1988 roku, gdzie jednak nie został wybrany. W sierpniu tego samego roku podpisał kontrakt z Golden State Warriors. Do 1990 roku występował jeszcze w ligach Continental Basketball Association i World Basketball League, kiedy to został zawodnikiem New York Knicks. W pierwszym sezonie pełnił rolę zmiennika Geralda Wilkinsa. Rok później trenerem zespołu mianowany został Pat Riley, a Starks zaczął odgrywać ważniejsze role.
Najlepszym sezonem pod względem statystycznym był dla niego 1993-1994, kiedy to zdobywał średnio 19 punktów na mecz, przy prawie sześciu asystach. Podczas rozgrywek 1994/1995 został pierwszym zawodnikiem w historii NBA, który przekroczył liczbę 200 celnych rzutów za 3 punkty (217), uzyskanych w trakcie jednego sezonu.
Po odejściu z Knicks w 1998 występował jeszcze w Golden State Warriors, Chicago Bulls i Utah Jazz. Karierę ostatecznie zakończył w 2002 roku.
Podczas czternastoletnich występów w NBA, Starks zdobył łącznie 10,829 punktów, 3,085 asyst oraz 2,129 zbiórek. W 1994 jedyny raz w karierze uczestniczył w meczu gwiazd NBA. Rok wcześniej został także wybrany do drugiego składu najlepszych obrońców rozgrywek. W 1992 roku wziął udział w konkursie wsadów NBA, a w 1997 roku, zdobył nagrodę dla najlepszego rezerwowego ligi. Jest liderem wszech czasów New York Knicks w liczbie trafionych rzutów za trzy punkty, z wynikiem 982 trafień. Był także pierwszym graczem NBA, który przekroczył liczbę 200 trafionych rzutów za trzy w jednym sezonie.
W 1996 wystąpił w filmie Eddie.

## Życie prywatne
Matka Starksa była po części z pochodzenia Kriką. 13 grudnia 1986 roku, Starks wziął ślub ze swoją żoną Jackie. W 1987 roku urodził się im syn John Jr. Ma także dwie córki Chelsea i Tiarę. W 2004 roku wydał autobiografie John Starks – My Life.

## Osiągnięcia
Na podstawie, o ile nie zaznaczono inaczej.
NBA
- Wicemistrz NBA (1994)
- Najlepszy rezerwowy NBA (1997)[27]
- Uczestnik:
  - meczu gwiazd NBA (1994)
  - konkursu wsadów NBA (1992 – 4. miejsce)
- Zaliczony do II składu defensywnego NBA (1993)[28]
- Lider play-off w liczbie celnych rzutów za 3 punkty (1994)[29]